# Żelazny Jan (film)
Żelazny Jan (niem. Der Eisenhans) – niemiecko-austriacki film fantasy z 2011 roku, należący do cyklu filmów telewizyjnych Märchenperlen (Bajkowe Perły). Film jest adaptacją baśni braci Grimm o tym samym tytule.

## Fabuła
W królestwie młodego księcia Johannesa każdy las jest nieustannie nawiedzany przez ducha, nazywanego przez mieszkańców Żelaznym Janem. Pewnego razu udaje się go złapać i wtrącić do lochu na zamku. Książę Johannes bardzo przejął się marnym losem ducha i postanowił go uwolnić. W ramach podziękowania i wdzięczności Żelazny Jan chce nauczyć młodego księcia umiejętności przetrwania i bezpiecznego podróżowania po świecie. Książę Johannes po odbytych lekcjach postanawia udać się w niebezpieczną podróż. Podczas wyprawy spotyka prześliczną księżniczkę. Oboje się w sobie zakochują. Jednak na swojej drodze spotyka także trudności i przeszkody, jedną z nich jest Czarny Rycerz, którego musi pokonać. 

## Obsada[1]
- Laurence Rupp: Jan
- Michael Mendl: Żelazny Jan
- Leopold Conzen: Jan jako dziecko
- Johann Adam Oest: Król, ojciec Jana
- Marion Mitterhammer: królowa, matka Jana
- André M. Hennicke: Czarny Rycerz
- Paula Schramm: księżniczka
- Bernd Jeschek: król, ojciec księżniczki